# Aituaria pontica
Espèce
Synonymes
- Nesticus ponticus Spassky, 1932
- Aituaria nataliae Esyunin & Efimik, 1998

Aituaria pontica est une espèce d'araignées aranéomorphes de la famille des Nesticidae.

## Distribution
Cette espèce se rencontre en Russie dans le kraï de Krasnodar, dans le kraï de Perm et dans l'oblast d'Orenbourg, en Ukraine en Crimée et en Géorgie,.

## Description
Les mâles mesurent de 4,6 à 4,9 mm et les femelles de 3,7 à 5,9 mm.

## Systématique et taxinomie
Cette espèce a été décrite sous le protonyme Nesticus ponticus par Spassky en 1932. Elle est placée dans le genre Carpathonesticus par Mikhailov en 1996 puis dans le genre Aituaria par Esyunin et Efimik en 1998.
Aituaria nataliae a été placée en synonymie par Esyunin en 2017.

## Étymologie
Son nom d'espèce lui a été donné en référence au lieu de sa découverte, le Pont-Euxin.

## Publication originale
- Spassky, 1932 : « Aranearum species novae, II. » Bulletin du Muséum national d'histoire naturelle, sér. 2, vol. 4, no 8, p. 972-979.